# Marisha Pessl
Marisha Pessl (* 26. Oktober 1977 in der Nähe von Detroit) ist eine US-amerikanische Autorin.

## Leben
Pessls Vater ist Österreicher. Sie studierte an der Northwestern University und der Columbia University Englische Literatur. Danach arbeitete sie als Finanzberaterin bei PricewaterhouseCoopers. 2001 begann sie mit der Arbeit an einem Roman über die Beziehung zwischen einer Tochter und ihrem Vater. Mit einem Begleitbrief („Dies ist ein Debütroman, wie sie ihn dieses Jahr nicht noch einmal lesen werden“) verschickte Pessl ihr Manuskript, für das sie einen hohen Vorschuss bekam: Die alltägliche Physik des Unglücks (engl.: Special Topics in Calamity Physics) wurde 2006 in Amerika veröffentlicht und von der US-amerikanischen Literaturkritik fast durchgehend positiv aufgenommen. Es gelangte auf die Bestsellerliste der New York Times und wurde in dreißig Sprachen übersetzt. Die deutsche Literaturkritik urteilte verhaltener und bemängelte, der Roman sei überladen und ereignisarm. So führte Felicitas von Lovenberg das Buch in der FAZ als Beispiel „postmoderner Besserwisser- und Zitatliteratur“ auf. Georg Diez bezeichnete Pessl (zusammen mit Benjamin Kunkel und Jonathan Safran Foer) als "new American Streber". Pessl lebt in New York.
Ihr  Roman Night Film (2013) weise in seinem Schluss Ähnlichkeiten zum Roman Flicker (1991, dt. Schattenlichter) von Theodore Roszak auf.

## Werke
- Special Topics in Calamity Physics. 2006
  - Die alltägliche Physik des Unglücks, dt. von Adelheid Zöfel; S. Fischer, Frankfurt am Main 2007, ISBN 978-3-10-060803-1.
- Night Film. 2013
  - Die amerikanische Nacht, dt. von Tobias Schnettler; S. Fischer, Frankfurt am Main 2013, ISBN 978-3-10-060804-8.
- Neverworld Wake. 2018
  - Niemalswelt, dt. von Claudia Feldmann; Carlsen Verlag, Hamburg 2019, ISBN 978-3-551-58400-7.